# Lindula
Lindula (en cingalés: හැටන්, en tamil: ஹற்றன்)  es una ciudad de Sri Lanka situada en el interior de la isla, en el distrito de Nuwara Eliya, provincia Central. .Se encuentra en el valle de Agra Oya, a 1250 m sobre el nivel del mar.
Lindula y la cercana ciudad de Talawakelle son administrados por la Secretaría Divisional de Talawakelle-Lindula.